# Kristyles
Kristyles – ósmy solowy album rapera o pseudonimie KRS-One, wydany 22 kwietnia 2003 roku nakładem wytwórni Koch Records.

## Lista utworów
1. "Warning: Intro"
2. "Do You Got It"
3. "Ya Feel Dat"
4. "Underground"
5. "How Bad Do You Want It"
6. "Ain't The Same"
7. "It's All A Struggle"
8. "What Else Happened"
9. "Somebody"
10. "Survivin'"
11. "Things Will Change"
12. "The Movement"
13. "Gunnen' Em Down"
14. "Philosophical"
15. "9 Elements"
16. "Alright With Me"
17. "The Only One"
18. "Killin' Yo Biatch"

## Single
- "Underground"
- "How Bad Do You Want It?"